# Telemare
Koordinati:   46°03′15″N, 14°30′31.70″E
Telemare je krajevna televizijska postaja Furlanije – Julijske Krajine, od leta 2002 ima  sedež v Gorici, nastala pa je v Tržiču leta 1980.
Sprejemanje televizijskega signala je mogoče na celotnem deželnem območju (kjer je viden kanal LCN 18) ter v zahodni Sloveniji in Benečiji. Postaja je čezmejna, programe posveča predvsem krajevnim in kulturnim novicam v jezikih, ki so zgodovinsko prisotni na ozemlju. Oblikovani so v slovenščini, pred kratkim pa so uvedli tudi enkrattedensko oddajo v furlanščini.
Postaja je last družbe G.S.G. Groupe Space Globe Mitteleuropa s.r.l.; predsednica je Maria Ferletic, ki tudi skrbi za pripravo in branje dnevnika. Glavni urednik je Marcello Cervo.